# 제천 경은사 목조문수보살좌상 및 복장유물
제천 경은사 목조문수보살좌상 및 복장유물(堤川 慶恩寺 木造文殊菩薩坐像 및 腹藏遺物)은 충청북도 제천시 백운면 평동리, 경은사에 있는 조선시대의 불상 및 복장유물이다. 2008년 7월 25일 충청북도의 유형문화재 제294호로 지정되었다.

## 개요
경은사 목조문수보살좌상은 오래전부터 비불(秘佛)로 경은사에 보존하고 있던 불상으로 복장기를 살펴볼 때 숭정 구년(1636년, 인조 14년)에 조성되었다. 아울러 주기(朱記에) 대한광무(大韓光武) 11년(年)(1907년)에 개금(改金)을 추측할 수 있는 기록이 있다.
좌고가 30cm인 소형 불상으로 머리에 두건을 쓰고 상호는 원만하며 양미간(兩眉間), 비량(鼻粱), 구순(口脣) 등 각부도 정제되어 있다. 양미간에는 백호가 있으며 목에는 삼도가 남아 있다. 양쪽 귀는 긴 편이 아니나 목에는 삼도가 있어 원만하고 자비로운 상호이다.
법의는 양쪽 어깨에 걸친 통견의(通肩衣)로 유려하게 흘러내려 양쪽 무릎을 덮고 있다. 가슴에는 素文의 군의대(裙衣帶)가 표현되었고, 흑발(黑髮)이 어깨위로 흘러내려 넓은 매듭을 지어 두 가닥으로 갈라져 양쪽 팔에 흐르고 있다.
수인(手印)은 제전(臍前)에서 양쪽 손을 합쳐 반내장(半內掌)하여 선정인(禪定印)을 취하고 있는데 손가락들과 엄지손가락의 표현이 사실적이다.
이 불상은 최근에 개금불사를 하였다 하는데 복장 내에서 한지에 묵기한 조성녹기 1매가 발견되었다 한다. 「근신조성(謹新造成)」이라 제(題)하고 첫머리에 대지문수보사리보살(大智文殊師利菩薩)이라 하여 이 보살상(菩薩像)의 존명(尊名)이 문수보살(文殊菩薩)임을 알리고 있다. 한편 말미(末尾)에 숭정구년병자십이월이십구일화주김춘생복원(崇禎九年丙子十二月二十九日化主金春生伏願)이라 하여 조성시기(造成時期)를 알리고 있어 조선(朝鮮) 제16대(第16代) 인조14년(仁祖14年)(1636)에 조성되었음을 알 수 있다. 근신조성(謹新造成)의 묵기(黙記) 크기는 71.5cm×24.5cm이며 자경(字徑)은 1.5cm×2.5cm이다.
주기(朱記)의 1매(枚) 기록(記錄)이 함께 발견되었는데 37cm×33cm 크기로 자경(字徑)은 1cm×1.5cm～2.05cm이다. 말미(末尾)에 '대한광무10년미4월8일(大韓光武十年丁未四月初八日」이라는 기록이 있어 1907년에 해당되는데 이때의 개금(改金) 기록(記錄)으로 추측된다. 실측치는 전고(全高) 30cm, 두고(頭高) 10cm, 견폭(肩幅) 12cm, 흉폭(胸幅) 5cm, 슬고(膝高) 7cm, 슬폭(膝幅) 19.5cm, 하면(下面) 20×15cm이다.
이 목조문수보살좌상(木造文殊菩薩坐像)은 원만(圓滿)한 상호(相好)와 균정(均整)한 동체(胴體), 유려(流麗)한 의문(衣紋)들이 주목된다. 특히 훼손된 부분이 전혀 없고 단정한 자세에 희귀(稀貴)한 피모형(被帽形)인 동시에 복장기(腹臟記)에 의하여 조성년대(造成年代)가 확실한 17시기(世紀) 전기작(前期作)으로 조선시대 후기의 불상양식을 알려주는 귀중한 자료이다.

## 참고 자료
- 제천 경은사 목조문수보살좌상 및 복장유물 - 국가유산청 국가유산포털